# Гамідов Валерій Григорович
Валерій Григорович Гамідов (20 лютого 1953, Макіївка, Сталінська область, УРСР — 17 липня 2021, Кам'янське, Дніпропетровська область, Україна) — радянський та український футболіст, півзахисник та нападник.

## Життєпис
Вихованець ДЮСШ Макіївка. Починав грати на регіональному рівні в командах «Шахтар» Макіївка (1970), Старт Чугуїв (1971-1972), «Кіровець» Макіївка (1973-1976). Всю кар'єру в командах майстрів провів у другій лізі, виступаючи за клуби «Новатор» Жданов (1977—1979, 1984—1988 — 337 матчів, 53 голи), «Металург» Дніпродзержинськ (1980—1983 — 160 матчів), «Шахтар» Павлоград (1989 — 2 матчі).
Грав у змаганнях КФК СРСР та на аматорському рівні в Україні за дніпродзержинські клуби «Прометей» (1981), «Гідромеханізація» (1981), «Радист-2» (1989), «Прометей» (1993, 1994/95), «Радист»» (1994), «Полімер» (1995), БКХЗ (1996), «Баглійкокс-Дзержинець» (1997), «Ікар» (1998); «Овочівник» Петриківка (1991-1993), «Колос» Новомосковськ або Магдалинівка (1992).
Помер 17 липня 2021 року у віці 68 років.